# 東祖谷中上
東祖谷中上（ひがしいやなかうえ）は、徳島県三好市の町名。郵便番号は778-0203。

## 地理
三好市の南部に位置。南は東祖谷下瀬・東祖谷九鬼、西は東祖谷栗枝渡、北から東は東祖谷落合とそれぞれ接する。北境は祖谷川が流れており、地域内には対岸の落合集落を望むことができる展望台が設置されており、観光地となっている。

### 河川
- 祖谷川

## 歴史
- 2006年（平成18年）3月1日 - 三好郡東祖谷山村が三野町・池田町・山城町・井川町・西祖谷山村と合併して三好市が発足し、現在の町名となる。

## 世帯数と人口
2021年（令和3年）12月31日現在の世帯数と人口は以下の通りである。
| 町丁       | 世帯数 | 人口 |
| ---------- | ------ | ---- |
| 東祖谷中上 | 15世帯 | 27人 |

## 小・中学校の学区
市立小・中学校に通う場合、学区は以下の通りとなる。
| 番地 | 小学校               | 中学校               |
| ---- | -------------------- | -------------------- |
| 全域 | 三好市立東祖谷小学校 | 三好市立東祖谷中学校 |

## 施設
- 落合集落展望所
- 民宿 祖谷八景

## 交通

### 鉄道
- 最寄駅はJR土讃線の大歩危駅。